# تمشک قرمز

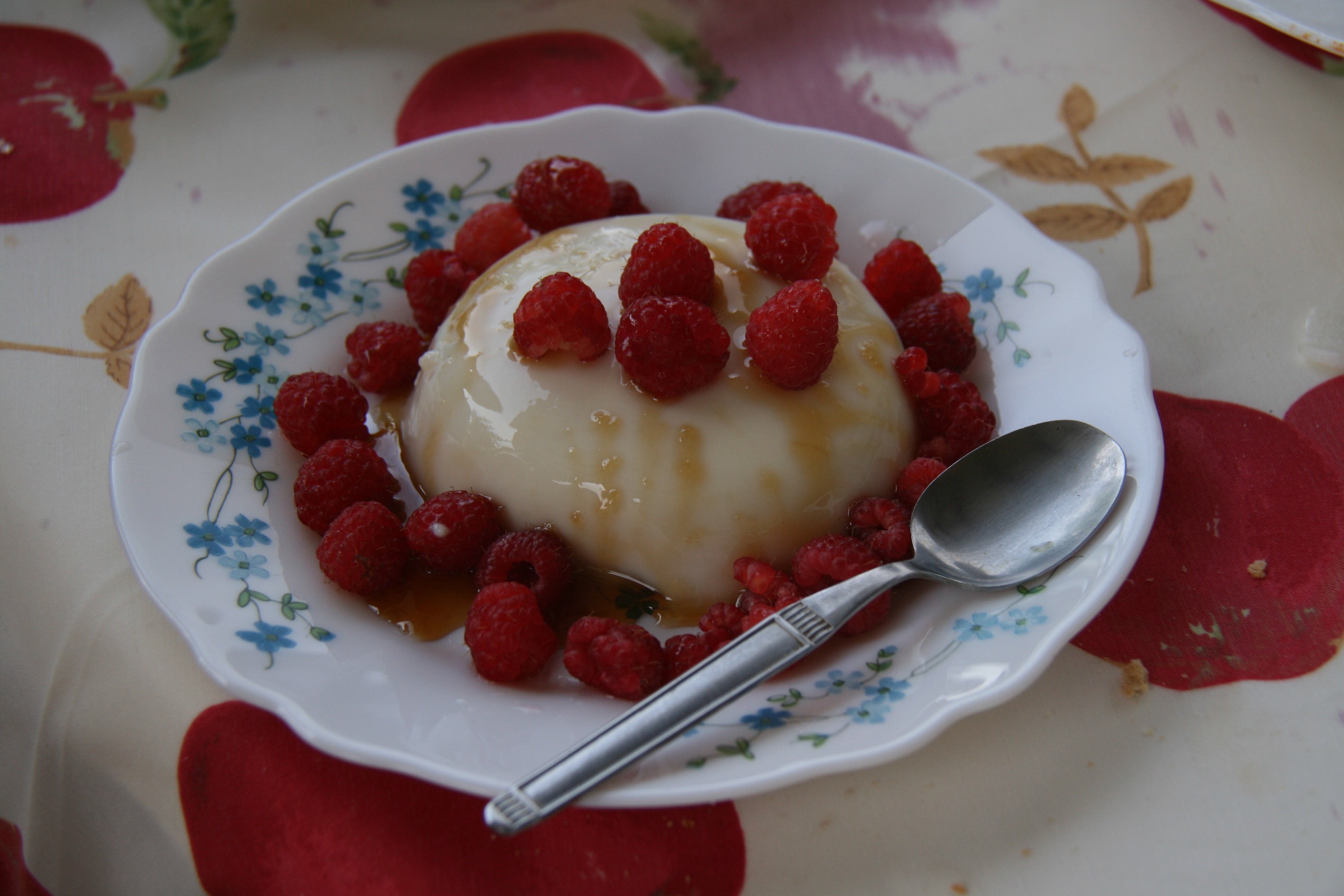
دسر تمشک با پنیر تازه و عسل

تمشک قرمز (نام علمی: Rubus idaeus) نام یک گونه از سرده تمشک است. تمشک قرمز به صورت وحشی در استان‌های گیلان، مازندران، گرگان، آذربایجان، خراسان، لرستان و کهگلویه و بویراحمد رشد می‌کند. اما کشت انبوه این گیاه به صورت تجاری برای ارائه به بازار صورت نگرفته است. تمشک قرمز دارای خواص دارویی و غذایی بالایی است و حاوی انواع ویتامینها، آنتی اکسیدان‌ها و مواد معدنی مفید به میزان زیاد می‌باشد. همچنین عصاره تولیدی از این گیاه اثرات تأیید شده‌ای در درمان بیماری‌هایی نظیر آنفلوانزا و دیابت دارد.